# Renzo Cesana

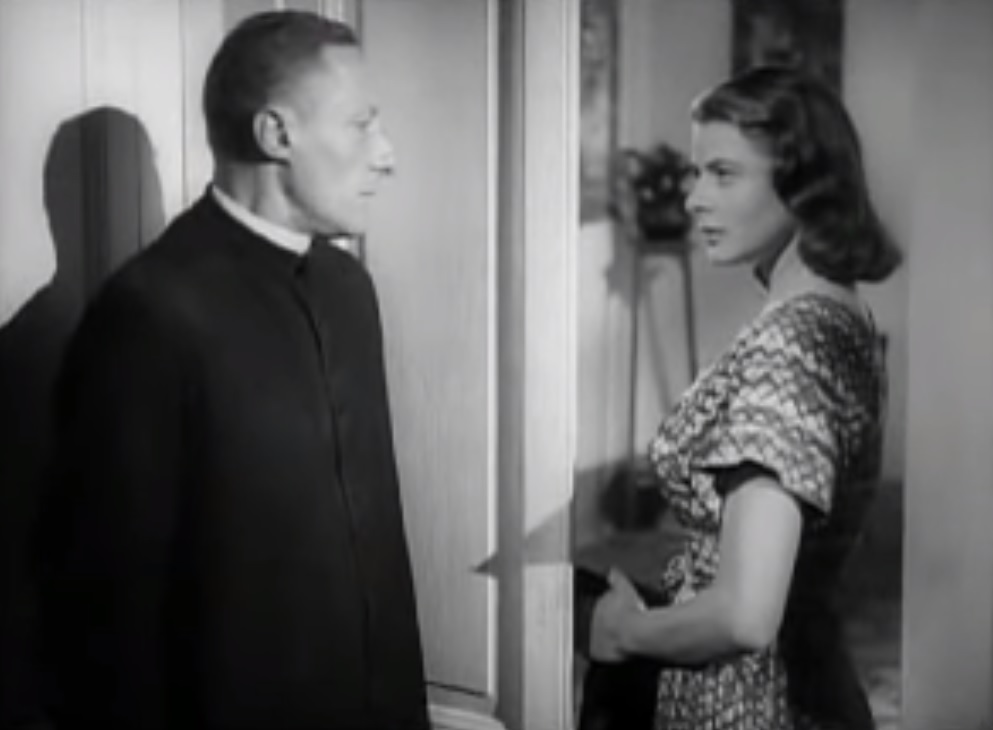
Avec Ingrid Bergman, dans Stromboli (1950)

Renzo Cesana, né le 30 octobre 1907 à Rome (Italie) et mort le 8 novembre 1970 à Los Angeles (quartier d'Hollywood, Californie), est un acteur italien.

## Biographie
Bien que venu une première fois aux États-Unis dès 1929, Renzo Cesana contribue sur le tard au cinéma, son premier film (italien) étant Stromboli de Roberto Rossellini (avec Ingrid Bergman), tourné en 1949 et sorti en 1950. La même année 1949, il revient aux États-Unis où il tourne ses deux premiers films américains, également sortis en 1950, La Dame sans passeport de Joseph H. Lewis (avec Hedy Lamarr et John Hodiak) et Fureur sur la ville de Cy Endfield (avec Frank Lovejoy et Kathleen Ryan). Alternant désormais sa carrière entre l'Italie et les États-Unis, mentionnons ultérieurement La Maja nue d'Henry Koster et Mario Russo (coproduction américano-italo-française, 1958, avec Ava Gardner et Anthony Franciosa), Anna de Brooklyn de Vittorio De Sica et Carlo Lastricati (it) (coproduction franco-italienne, 1959, avec Gina Lollobrigida et Vittorio De Sica), ou encore les deux films américains Gare à la peinture de Norman Jewison (1965, avec James Garner et Dick Van Dyke) et Trois sur un sofa de Jerry Lewis (1966, avec le réalisateur et Janet Leigh).
Le dernier de ses dix-sept films, américain et sorti en 1972, est Original: Do Not Project de Richard Evans (avec Corey Allen et Richard Quine), tourné en 1970, année où il meurt à Hollywod en novembre, à 63 ans, d'un cancer du poumon.
À la télévision américaine, outre deux téléfilms (1956-1966), il apparaît dans quinze séries, depuis The Continental (en) (1952, où il tient le rôle principal) jusqu'à Opération vol (trois épisodes, 1968-1970). Entretemps, citons Mission impossible (un épisode, 1966) et Ma sorcière bien-aimée (un épisode, 1967).

## Filmographie partielle

### Cinéma
- 1950 : Stromboli de Roberto Rossellini : le prêtre
- 1950 : La Dame sans passeport (A Lady Without Passport) de Joseph H. Lewis : Asa Sestina
- 1950 : Fureur sur la ville (The Sound of Fury ou Try and Get Me!) de Cy Endfield : Dr Vido Simone
- 1951 : Le Signe des renégats (The Mark of the Renegade) de Hugo Fregonese : Père Juan
- 1952 : Miracle à Tunis (The Light Touch) de Richard Brooks : Père Dolzi
- 1952 : Californie en flammes (California Conquest) de Lew Landers : Frère Lindos
- 1958 : La Maja nue (La maja desnuda) d'Henry Koster et Mario Russo : Bayeu
- 1958 : Le bellissime gambe di Sabrina (en) de Camillo Mastrocinque : James
- 1958 : Anna de Brooklyn (Anna di Brooklyn) de Vittorio De Sica et Carlo Lastricati (it) : Baron Trevassi
- 1959 : Le Moraliste (Il moralista) de Giorgio Bianchi : le commissaire de police
- 1959 : Hannibal (Annibale) de Carlo Ludovico Bragaglia et Edgar Georg Ulmer : Sénateur Minutius
- 1959 : La Fille de Capri (For the First Time) de Rudolph Maté : Angelo
- 1960 : Sapho, Vénus de Lesbos (Saffo, Venere di Lesbo) de Pietro Francisi : Paeone
- 1961 : François d'Assise (Francis of Assisi) de Michael Curtiz : un frère
- 1965 : Gare à la peinture (The Art of Love) de Norman Jewison : Pepe de Winter
- 1966 : Trois sur un sofa (Three on a Couch) de Jerry Lewis : l'ambassadeur
- 1972 : Original: Do Not Project de Richard Evans : Frère Dimension

### Télévision

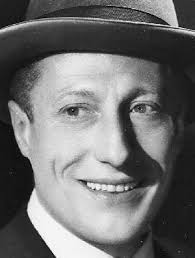
En 1952, dans la série The Continental

(séries, sauf mention contraire)
- 1952 : The Continental (en), saison unique, intégrale : le comte
- 1956 : Sunday Spectacular: The Bachelor de Joseph Cates (téléfilm) : le comte
- 1962 : 77 Sunset Strip, saison 4, épisode 33 The Lovely American de Michael O'Herlihy : le maire Ferrante
- 1965 : Voyage au fond des mers (Voyage to the Bottom of the Sea), saison 2, épisode 5 Les Prisonniers de Venise (Escape from Venice) : Comte Ferdie Staglione
- 1965-1967 : Match contre la vie (Run for Your Life)
  - saison 1, épisode 11 The Voice of Gina Millan (1965) de William Hale : Derek Wolf
  - Saison 3, épisode 14 It Could Only Happen in Rome (1967) d'Alexander Singer : Luigi
- 1966 : Mission impossible (Mission: Impossible), saison 1, épisode 13 Elena de Marc Daniels : Gustavo Fortuna
- 1967 : Annie, agent très spécial (The Girl from U.N.C.L.E.), saison unique, épisode 23 Duchesse ou Salutiste (The Low Blue C Affair) de Barry Shear : le diplomate
- 1967 : Ma sorcière bien-aimée (Bewitched), saison 4, épisode 3 Un véritable romain (Business, Italian Style) : M. Arcarius
- 1967 : L'Homme de fer (Ironside), saison 1, épisode 11 Mystère à l'exposition (The Monster of Comus Towers) de Don Weis : Enzo Rossi
- 1968 : Les Règles du jeu (The Name of the Game), saison 1, épisode 4 Collector's Edition de Leslie Stevens : le vieil homme
- 1968-1970 : Opération vol (It Takes a Thief)
  - Saison 1, épisode 2 Quand un voleur rencontre un autre voleur (It Takes One to Know One, 1968) de Leslie Stevens : Comte Eduard de Corvo
  - Saison 2, épisode 21 Rapport secret (The Baranoff Time Table, 1969) de Michael O'Herlihy : Président Gutierrez
  - Saison 3, épisode 16 Le Grand Tourbillon (The Steal-Driving Man, 1970) de Glen A. Larson : le président